# Pielgrzan

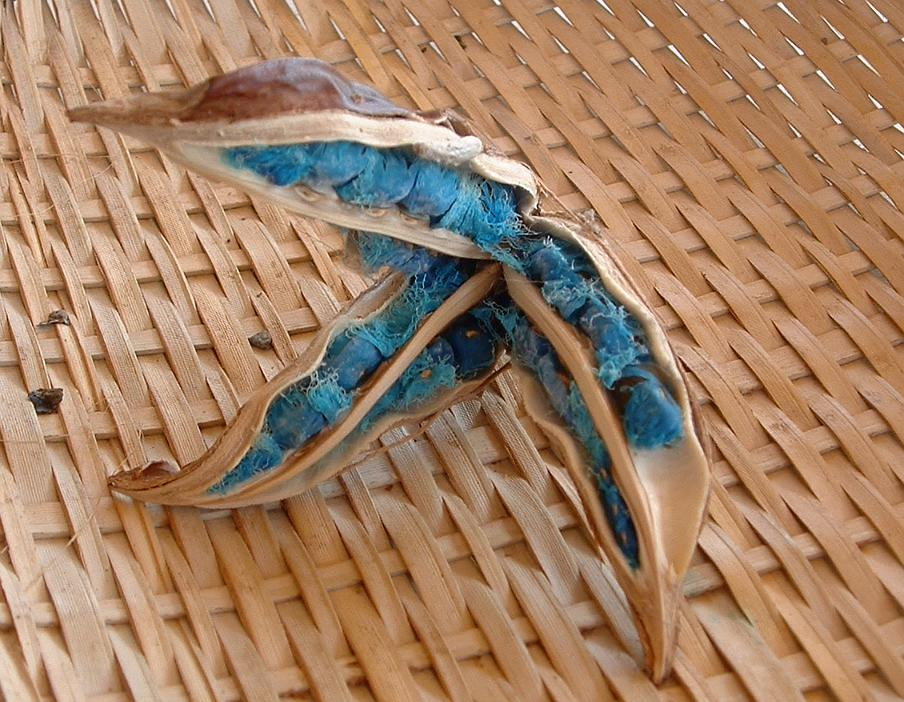
Owoce i nasiona pielgrzanu madagaskarskiego

Pielgrzan (Ravenala Adans.) – rodzaj roślin z rodziny strelicjowatych. Obejmuje 6 gatunków występujących na Madagaskarze. Jeden z nich, pielgrzan madagaskarski, został introdukowany do Bangladeszu, Meksyku, na Komory i Mauritius.
Nazwa naukowa rodzaju pochodzi od zwyczajowej nazwy tych roślin w języku malgaskim.

## Morfologia
PokrójRoślina drzewiasta o pokroju palmy, występująca samotnie lub w kępach powstałych z odrośli, osiągająca do 30 m wysokości.
LiścieZebrane po 12–25 w wachlarz na końcu pnia, długości do 230 cm, jasno- do ciemnozielonych. Ogonki liściowe długie, do 440 cm, żółtawozielone do zielonych, trójkolorowe (biało-zielono-czerwonawe u R. agatheae) lub ciemnoczerwone (u R. menahirana), zazwyczaj nieco owoszczone (u R. blancii nieowoszczone, u R. grandis bardzo owoszczone).
KwiatyWyrastają po ok. 5–20 w skrętkach, wspartych podsadkami, zebranych w kwiatostany złożone, wsparte 8–16 dużymi podsadkami. Rośliny wypuszczają jednocześnie do 6 kwiatostanów. Okwiat długości 22–32 cm, biały, białawy, białawożółtawy lub żółtawy. Listki okwiatu wąsko trójkątne, z wyjątkiem jednego, który jest szpilkowaty. Zalążnia dolna. Sześć pręcików długości listków okwiatu. Szyjka słupka nieco dłuższa.
OwoceTrójkomorowe torebki długości do 12 cm, o stożkowatych wierzchołkach, zebrane w luźny lub zwarty (otoczony pozostałościami podsadek) owocostan. Nasiona ciemnobrązowe, zasadniczo kulistawe, z niebieską osnówką.

## Systematyka
Pozycja systematycznaNależy do rodziny strelicjowatych (Strelitziaceae).
Wykaz gatunków
- Ravenala agatheae Haev. & Razanats.
- Ravenala blancii Haev., Jeannoda & Hladik
- Ravenala grandis Haev., Razanats., Hladik & P.Blanc
- Ravenala hladikorum Haev., Razanats., Jeannoda & P.Blanc
- Ravenala madagascariensis Sonn. – pielgrzan madagaskarski
- Ravenala menahirana Haev. & Razanats.

## Zastosowanie użytkowe
Olej z nasion pielgrzanu madagaskarskiego wykorzystywany jest antyseptycznie. Owoce stosowane są w zaburzeniach odżywiania.
Nasiona tej rośliny są jadalne. Z soku pozyskiwanego z jej pnia można pozyskiwać cukier.